# Casa de Oswaldo Cruz
Casa de Oswaldo Cruz (Fiocruz) é uma unidade técnico-científica da Fundação Oswaldo Cruz dedicada à valorização da memória da Fiocruz e às atividades de pesquisa, ensino, documentação e divulgação da história da saúde pública e das ciências biomédicas no Brasil.
Criada em 1986 e localizada Centro de Documentação e História da Saúde (CDHS), em Manguinhos, a Casa cuida ainda preservação e da restauração do patrimônio arquitetônico, ambiental e urbanístico da Fiocruz.

## Pesquisa
A atividade de pesquisa na Casa de Oswaldo Cruz concentra-se no campo da história das ciências e da saúde, com intensa publicação de livros e obras de referência sobre a institucionalização, a produção de conhecimentos e de políticas públicas em ciência e saúde no país. Além disso, o conhecimento acumulado em diversas práticas profissionais fez emergir investigações nos campos da arquivologia, documentação e informação; divulgação científica; e arquitetura e urbanismo, com suas interfaces nas ciências e na saúde.

## Ensino
Na área de ensino,  a Casa de Oswaldo Cruz possui mestrado e doutorado em História das Ciências e da Saúde, o mestrado profissional em Preservação e Gestão do Patrimônio Cultural das Ciências e da Saúde, o mestrado em Divulgação da Ciência, Tecnologia e Saúde e o curso de especialização em Divulgação e Popularização da Ciência.
A Casa de Oswaldo Cruz também coordena a Rede Latino-americana de História e Patrimônio Cultural da Saúde e sedia o Observatório História e Saúde da Rede de Observatórios de Recursos Humanos (Opas/Ministério da Saúde).
Refletindo o compromisso social da Fiocruz, a Casa também mantém o Museu da Vida Fiocruz, com o objetivo de informar e educar em ciência, saúde e tecnologia de forma lúdica e criativa. Por meio de exposições permanentes, módulos interativos, multimídias, teatro e outras atividades, busca-se despertar a curiosidade pela ciência e estimular a participação nos processos sociais da ciência e da saúde. Seus temas centrais são a vida enquanto objeto do conhecimento, saúde como qualidade de vida e a intervenção do homem sobre a vida. 